# Ilja Volkov
Ilja Volkov (Minszk, 2002. április 19. –) fehérorosz énekes, dalszerző és táncos.

## Karrierje
Volkovnak már gyermekkorában megmutatkozott tehetsége. Sok táncverseny meg nyert. Az idők során Volkovra rátapadt a fehérorosz Justin Bieber név. 2013-ban indult a 2013-as Junior Eurovíziós Dalfesztivál fehérorosz válogatójára a Poy so Mnoy című dalával, amit meg is nyert. Így ő képviselhette Fehéroroszországot a versenyen.

## Albumok
- Poj szo Mnoj (Пой Со Мной, magyarul: Énekelj velem!) (2013)
- With You (-)( 2014)